# Данич, Владимир Константинович
Владимир Константинович Данич (7 мая 1886, Парголово, Санкт-Петербургская губерния — 18 марта 1970, Окленд, Калифорния) — российский фехтовальщик-саблист. Участник летних Олимпийских игр 1912 года.

## Биография
Владимир Данич родился 7 мая 1886 года в посёлке Парголово Санкт-Петербургского уезда Санкт-Петербургской губернии (сейчас в Выборгском районе Санкт-Петербурга). По мнению историка Владимира Кривошеи, происходил из рода Даничей-Пироцких.
В 1908 году окончил Николаевское кавалерийское училище в Санкт-Петербурге.
По состоянию на 1 января 1909 года был корнетом 4-го гусарского Мариупольского генерал-фельдмаршала князя Витгенштейна полка. Впоследствии дослужился до полковника.
В 1912 году вошёл в состав сборной России на летних Олимпийских играх в Стокгольме. В личном турнире саблистов в группе 1/8 финала занял 3-е место, выиграв у Густава Армгарта из Швеции, проиграв Джованни Бенфрательо из Италии и Лайошу Веркнеру из Венгрии. В четвертьфинале не участвовал. В командном турнире саблистов сборная России, за которую также выступали Владимир Андреев, Александр Шкилёв, Аполлон Гибер фон Грейфенфельс, Николай Кузнецов, Александр Мордовин, Георгий Сакирич и Анатолий Тимофеев, в четвертьфинальной группе проиграла Бельгии — 7:9 и Италии — 6:10.
Впоследствии эмигрировал в Югославию, жил в Земуне. Служил в югославской армии, был капитаном.
После 1945 года перебрался в США.
Умер 18 марта 1970 года в американском городе Окленд в штате Калифорния.

## Семья
Отец — Константин Александрович Данич (1854—?), генерал-майор.
Мать -— Мария Александровна Данич (1861 — не ранее 1920).
Младший брат — Василий Константинович Данич (1893—1960), офицер русской армии.
Сестра — Евгения Константиновна Данич (1890—?).
Сестра — Ольга Константиновна Бакич.
Сестра — Наталья Константиновна Данич.
Сестра — Вера Константиновна Данич.